# Rzuchów Wąskotorowy
Rzuchów Wąskotorowy – nieczynny wąskotorowy przystanek osobowy w Rzuchowie, w gminie Dąbie, w powiecie kolskim w województwie wielkopolskim, w Polsce. Został wybudowany w 1914 roku przez okupacyjne wojska niemieckie.